# District de Gia Viễn
Gia Viễn est un district de la province de Ninh Binh dans la région du delta du fleuve Rouge au Viet Nam .

## Géographie
Le district de Gia Viễn a une superficie de 176 km2. 
La capitale du district se trouve à Me.